# 고르기티온
고르기티온(그리스어: Γοργυθίων)은 그리스 신화에서 트로이아의 왕 프리아모스의 아들이었다. 그의 어머니는 아이쉬메 출신의 카스타네이라였다.
그는 형제들과 함께 트로이아 전쟁에 나섰다가 테우크로스의 화살에 맞아 죽었다. 테우크로스는 고르기티온의 형인 헥토르를 겨냥했는데 빗나가고 고르기티온의 가슴에 맞았다. 호메로스의 일리아스에서 그의 죽음을 다음과 같이 묘사하고 있다.

마치 양귀비가 정원에서 자신의 열매와 봄비의

무게를 못이겨 한쪽으로 고개를 숙이듯이

꼭 그처럼 그는 투구의 무게를 못이겨 한쪽으로 고개를 숙였다.

- 호메로스. 일리아스, 제8권.306-308행. (천병희 역)

그러나 딕티스 크레텐시스에 의하면 고르기티온을 죽인 것은 테우크로스가 아니라 파트로클로스라고 한다.